# Doktor Proktor i proszek pierdzioszek (film)
Doktor Proktor i proszek pierdzioszek – norweski film familijny 2014 roku. Adaptacja powieści Jo Nesbø o tym samym tytule.

## Obsada[1]
- Kristoffer Joner: Doktor Proktor
- Eilif Hellum Noraker: Bulle
- Emily Glaister: Lise
- Atle Antonsen: pan Thrane
- Anke Engelke: Chefin des Patentamtes
- Ingar Helge Gimle: komandor
- Marian Saastad Ottesen: żona komandora
- Arve Guddingsmo Bjørn: Trym
- Even Guddingsmo Bjørn: Truls
- Bjarte Tjøstheim: policjant
- Henrik Horge: policjant
- Linn Skåber: mama Lisy
- Leif Dubard
- Marie Blokhus: Juliette
- Janny Hoff Brekke